# Haapolampi
Haapolampi eller Haapalampi är en sjö i Finland. Den ligger i kommunen Suomussalmi i landskapet Kajanaland, i den nordöstra delen av landet, 600 km norr om huvudstaden Helsingfors. Haapolampi ligger 218 meter över havet. Den ligger vid sjön Riitalampi. Den är 18 meter djup. Arean är 1,04 kvadratkilometer och strandlinjen är 7,84 kilometer lång. Sjön  ingår i Uleälvens huvudavrinningsområde. 